# Funeral de León Febres-Cordero
El funeral de León Febres-Cordero fue el funeral de Estado del trigésimo séptimo presidente constitucional de Ecuador y trigésimo séptimo alcalde moderno de Guayaquil, ceremonia que tuvo lugar en la ciudad de Guayaquil entre el día de su muerte, el 15 de diciembre de 2008, hasta su entierro en el Cementerio Parque de la Paz tres días después.

## Deceso
León Febres-Cordero Ribadeneyra falleció a los 77 años de edad víctima de una doble complicación a sus pulmones (cáncer y enfisema), tras estar internado en la Clínica Guayaquil por una semana. El deceso tuvo lugar a las 16:30 del lunes 15 de diciembre de 2008, y estuvo  acompañado de sus más cercanos familiares y coidearios, así como de las emotivas muestras de apoyo de sus simpatizantes en el exterior de la casa de salud.
Previamente, Febres-Cordero había viajado a Tampa (Florida) el 1 de diciembre para someterse a unos chequeos médicos, allí le hicieron una broncoscopia, fue entubado y sometido a sesiones de radioterapia que buscaban reducir el tamaño de los tumores que presentaba en ambos pulmones. Los médicos determinaron que no existía esperanza alguna de mejoría, y el exmandatario decidió retornar a Guayaquil, donde llegó la noche del domingo 7, y fue trasladado a la clínica de su sobrino Roberto Gilbert, donde recibió la visita de decenas de amigos y enemigos políticos como de Frank Vargas Pazzos y Norma Delgado, madre del presidente Rafael Correa, que estuvo acompañada de su hijo Fabricio.

## Honras fúnebres
Inmediatamente después de conocida la noticia de la muerte de Febres-Cordero, el Estado ecuatoriano decretó tres días de luto nacional con los respectivos honores que manda el reglamento de ceremonial público en caso de fallecimiento de un expresidente de la República, que incluyen el pabellón nacional izado a media asta en todos los edificios del país y la creación de una delegación de la Cancillería para coordinar las exequias.
La familia decidió que las honras fúnebres tendrían lugar en la Catedral Metropolitana de Guayaquil, que abrió sus puertas al público desde las 20:00 del 15 de diciembre hasta el mediodía del 17. El cortejo que llevó el féretro desde la Clínica hasta la Catedral recorrió quince manzanas, en las que fue acompañado multitudinaria y espontáneamente por la ciudadanía, que portaba pancartas con frases y fotografías del exmandatario.
La última misa de cuerpo presente se realizó a las 13:00 del 17 de diciembre y fue presidida por el arzobispo de Guayaquil, monseñor Antonio Arregui, mientras que Pascual del Cioppo expresó unas palabras a nombre del Partido Social Cristiano en el que militaba Febres-Cordero. A las 14:10 salió en hombros el féretro escoltado por los Granaderos de Tarqui, que atravesaron una calle de honor formada por más de 300 efectivos policiales y municipales, así como por infantes de Marina, mientras la banda de la Fuerza Aérea entonó los himnos del Ecuador y de Guayaquil, y se dispararon 80 balas de salva al aire mientras sobrevolaron aviones.
La ruta del cortejo fúnebre incluyó una primera parte con el féretro cargado en hombros, que recorrió la calle Chimborazo hasta la avenida Nueve de Octubre y desde allí con dirección al Malecón Simón Bolívar, a la altura de la calle Loja fue trasladado a una carroza que cruzó el túnel hacia la avenida Pedro Menéndez Gilbert y después hasta Samborondón, donde se encuentra el Cementerio Parque de la Paz.

### Entierro
El entierro del expresidente León Febres-Cordero tuvo lugar en el Cementerio Parque de la Paz, ubicado en el cantón Samborondón, en donde la familia Febres-Cordero Rosales posee un mausoleo. El sonido de trompetas dio inicio al acto a las 17:15, en el que tres aviones surcaron el cielo durante el minuto de silencio en memoria del exmandatario y alcalde de Guayaquil, seguido de siete disparos al aire.
La bandera nacional que cubría el féretro fue entregada a la hija mayor del difunto, María Eugenia, que se encontraba en el lugar acompañada de sus hermanas, familiares y otras personalidades como el expresidente Sixto Durán-Ballén, Xavier Neira, Alfonso Harb, Jacinto Velázquez, Jaime Durán Barba y Alexis Mera, este último en representación del presidente en funciones Rafael Correa Delgado.
El alcalde de Guayaquil, Jaime Nebot Saadi, expresó sentidas palabras de quien en vida fue su mentor y amigo personal:

Un hombre solo muere cuando es olvidado, León Febres-Cordero jamás será olvidado y por eso jamás morirá. Si bien tuvo errores, en el balance de su vida sin duda los aciertos fueron infinitamente superiores, así lo reconocen sus adversarios cuando son caballerosos. Su pasión, en todo y por todo pudo ser su gran defecto, o quizás su mayor virtud, porque sin duda fue la fuente de su integridad y entereza que le permitió hacer, no decir, el gran bien que hizo a los ecuatorianos y a los guayaquileños. Hay dos momentos en que los hombres somos iguales: al nacer y al morir, porque cuando nacemos no traemos nada, y al morir no llevamos nada tampoco, pero para el Alcalde no es posible que el destructor, el egoísta, el cobarde, el inútil puedan dejar lo mismo como aquel que es constructor, solidario, valiente y el exitoso; todo esto último fue León Febres-Cordero, por eso es distinto, no igual, por eso jamás será olvidado y por eso nunca morirá. Graciaspor guiar nuestro barco hacia un puerto de luz.

## Reacciones
El alcalde de Guayaquil, Jaime Nebot Saadi, se refirió al deceso: «ante el sensible fallecimiento del ingeniero León Febres-Cordero Ribadeneyra, expresidente de la República y ex Alcalde de Guayaquil, el país y su ciudad están de luto por tan irreparable e irremediable pérdida que ensombrece el quehacer nacional».
Su estrecho coideario y exdiputado, Alfonso Harb, manifestó: «a las 16:30 el presidente Febres-Cordero dejó la mortalidad de la tierra y pasó a la inmortalidad de la historia». De igual manera lo hizo Francisco Swett, amigo personal y colaborador del expresidente: «el cáncer pulmonar, en estado avanzado, le ocasionó una asfixia que terminó con su vida, pero siempre estuvo con la cabeza en orden».
El exvicepresidente Blasco Peñaherrera Padilla expresó: «como Primer Mandatario, en vida trabajó erguido e incólume como un gran árbol, porque fue un hombre grande, que hacen obras grandes. Su última batalla ha concluido con una victoria que puede ser su mayor legado, que es el rescate de la civilidad, porque algunos de sus adversarios le rindieron el mejor de los homenajes».
El también expresidente Rodrigo Borja Cevallos, el más acérrimo rival político de Febres-Cordero y con quien se midió en la campaña por la presidencia, también habló sobre el deceso: «no dejó de impresionarme su muerte, él fue un duro luchador por sus ideas».

### Cobertura de medios
La agencia de noticias británica Reuters escribió una nota biográfica de Febres-Cordero para acompañar la noticia de su muerte, misma que fue replicada por varios medios a nivel global.